# العلاقات الدومينيكانية الموريشيوسية
العلاقات الدومينيكانية الموريشيوسية هي العلاقات الثنائية التي تجمع بين جمهورية الدومينيكان وموريشيوس.

## مقارنة بين البلدين
هذه مقارنة عامة ومرجعية للدولتين:
| وجه المقارنة                                              | جمهورية الدومينيكان | موريشيوس                 |
| --------------------------------------------------------- | ------------------- | ------------------------ |
| المساحة (كم2)                                             | 48.67 ألف           | 2.04 ألف                 |
| عدد السكان (نسمة)                                         | 10.40 مليون         | 1.26 مليون               |
| الكثافة السكانية (ن./كم²)                                 | 213.68              | 617.65                   |
| العاصمة                                                   | سانتو دومينغو       | بورت لويس                |
| اللغة الرسمية                                             | اللغة الإسبانية     | لغة إنجليزية، لغة فرنسية |
| العملة                                                    | بيزو دومنيكاني      | روبي موريشي              |
| الناتج المحلي الإجمالي (بليون دولار)                      | 75.93 مليار         | 13.34 مليار              |
| الناتج المحلي الإجمالي (تعادل القوة الشرائية) بليون دولار | 149.89 مليار        | 25.36 مليار              |
| الناتج المحلي الإجمالي الاسمي للفرد دولار أمريكي          | 6.47 ألف            | 9.25 ألف                 |
| الناتج المحلي الإجمالي للفرد دولار أمريكي                 | 13.26 ألف           | 18.59 ألف                |
| مؤشر التنمية البشرية                                      | 0.715               | 0.777                    |
| رمز المكالمات الدولي                                      | +1809، +1829، +1849 | +230                     |
| رمز الإنترنت                                              | .do                 | .mu                      |
| المنطقة الزمنية                                           | 00                  | ت ع م+04:00              |

## منظمات دولية مشتركة
يشترك البلدان في عضوية مجموعة من المنظمات الدولية، منها:
| علم المنظمة | اسم المنظمة                                 | تاريخ انضمام جمهورية الدومينيكان | تاريخ انضمام موريشيوس |
| ----------- | ------------------------------------------- | -------------------------------- | --------------------- |
|             | تحالف الدول الجزرية الصغيرة                 | ?                                | ?                     |
|             | المنظمة الهيدروغرافية الدولية               | ?                                | ?                     |
|             | الاتحاد البريدي العالمي                     | ?                                | ?                     |
|             | يونسكو                                      | 4 نوفمبر 1946                    | 25 أكتوبر 1968        |
|             | البنك الدولي للإنشاء والتعمير               | 18 سبتمبر 1961                   | 23 سبتمبر 1968        |
|             | منظمة التجارة العالمية                      | ?                                | ?                     |
|             | وكالة ضمان الاستثمار متعدد الأطراف          | 7 مارس 1997                      | 28 ديسمبر 1990        |
|             | منظمة الشرطة الجنائية الدولية               | ?                                | ?                     |
|             | مؤسسة التمويل الدولية                       | 31 أكتوبر 1961                   | 23 سبتمبر 1968        |
|             | الأمم المتحدة                               | 24 أكتوبر 1945                   | 24 أبريل 1968         |
|             | مجموعة دول أفريقيا والكاريبي والمحيط الهادئ | ?                                | ?                     |
|             | مؤسسة التنمية الدولية                       | 16 نوفمبر 1962                   | 23 سبتمبر 1968        |
|             | منظمة حظر الأسلحة الكيميائية                | ?                                | ?                     |